# 參宮鐵道
參宮鐵道（日语：／）是曾經存在於日本明治時代三重縣的一家私人鐵路企業，在1906年日本政府公布《鐵道國有法》後，參宮鐵道於翌年10月1日被收歸國有。參宮鐵道运营現在東海旅客鐵道（JR東海）紀勢本線・參宮線的津到山田（現伊勢市）區間的铁路线，主要服务对象为参拜伊勢神宮的旅客。

## 历史

被收購前的參宮鐵道路線圖。

1888年关西铁道开业后三重縣议会议长北川矩一提出建设津 - 小俣的南勢铁道，但当时日本的铁道主管机关鐵道局长官井上勝表示：“以观光为目的的建设是没有意义的，等关西铁道延长后再讨论。”于是拒绝给与建设许可。然而隔年涩泽荣一、大倉喜八郎等实业家也加入支持南勢铁道的建设，1890年鐵道局终于同意给与建设许可，同年參宮鐵道株式會社成立。
參宮鐵道线从关西铁道津站南下，其中松阪 - 宮川区间因为考虑到当地居民，没有选择沿伊勢参宮街道，而是走绕经田丸的路线，1893年津 - 宮川間開業，1897年宮川橋完工，參宮鐵道线延长至山田全線開業。1898年參宮鐵道与官设铁道达成协议，开始运营京都到山田的直通列车。
1906年參宮鐵道获得铺设山田 - 鸟羽铁路线的许可。然而在日俄戰爭衝擊下，鐵道國有化的呼聲提高，1906年《鐵道國有法》頒布，參宮鐵道被列入，在1907年10月1日收歸國有，山田 - 鸟羽的建设权也收归國有。國有化之前參宮鐵道提出复线電氣化計劃，希望提高收購金額，然而國有化之後，電氣化計劃被全部擱置；复线化工程在國有化之前完成一部分，國有化之後也被擱置，甚至日后二战期间复线铁轨还被拆除提供战争所需金属。政府对该路线的忽视導致日後大阪電氣軌道集團（近鐵前身）得以依靠優良線型、複線電氣化、大功率機車等優勢奪下参拜伊勢神宮的旅客运输市场。

### 日本其他以“参宫”命名的铁路公司
( )内为服务的神社
- 鹿島参宮铁道（日语：鹿島参宮鉄道） (鹿島神宮)
- 琴平参宮电铁（日语：琴平参宮電鉄） (金比羅宮)
- 筑前参宮铁道（日语：筑前参宮鉄道） (宇美八幡宮、筥崎宮)
- 宇佐参宮铁道（日语：宇佐参宮鉄道） (宇佐神宮)
- 参宫急行电铁 (伊勢神宮)